# Ерёменко, Степан Исаевич
Степан Исаевич Ерёменко (1921, Одесская область — 1954, Нижний Тагил, Свердловская область) — советский шахтёр, новатор производства, тысячник. Лауреат Сталинской премии третьей степени (1946).

## Биография
Родился в 1921 году на руднике Смолянка (ныне территория Одесской области).
Работал в шахтах Кривого Рога.
Осенью 1941 года был эвакуирован на Урал. С 1941 года — проходчик шахты «Первомайская» Высокогорского рудоуправления (Свердловская область).
В годы Великой Отечественной войны применял прогрессивную технологию скоростного бурения и добился выдающихся показателей производительности труда в отрасли. 27 марта 1942 года выполнил дневную норму на 1000%. В дальнейшем неоднократно перекрывал нормы выработки в 20—30 раз. 4 октября 1942 года обурил 15 забоев, выполнив тем самым сменную норму на 3126%, а 10 октября выполнил сменное задание на 4300%. За годы войны Степан Исаевич Ерёменко выполнил четырнадцать годовых производственных норм, усовершенствовал методы буровых работ, обучил тонкостям профессии многих молодых горняков.
Умер в 1954 году. Похоронен на Центральном кладбище Нижнего Тагила.

## Награды
- Сталинская премия СССР III степени (1946) — «за внедрение новых передовых методов организации труда в горнорудной промышленности, обеспечивших значительное повышение добычи угля и руды»;
- Медаль «За доблестный труд в Великой Отечественной войне 1941—1945 гг.».